# Fusitriton laudandus
Fusitriton laudandus is een slakkensoort uit de familie van de Cymatiidae. De wetenschappelijke naam van de soort werd voor het eerst geldig gepubliceerd in 1926 door Finlay.